# Mediæval Bæbes
Mediæval Bæbes — англійський жіночий музичний гурт заснований солісткою гурту «Miranda Sex Garden» (MSG) — Катариною Блейк у 1990-х роках. Кількість музикантів коливається від 6-ти до 12-ти.
Музика і вірші є переважно традиційними середньовічними, в основному аранжовані Катариною Блейк, а також деякими оригінальними композиціями. Пісні співають різними мовами, включаючи латину, італійську, російську, середньовічні англійську, французьку, шведську тощо. спів супроводжується середньовічними інструментами, такими як блокфлейта і кіфара.